# Автомобильный транспорт Кубы

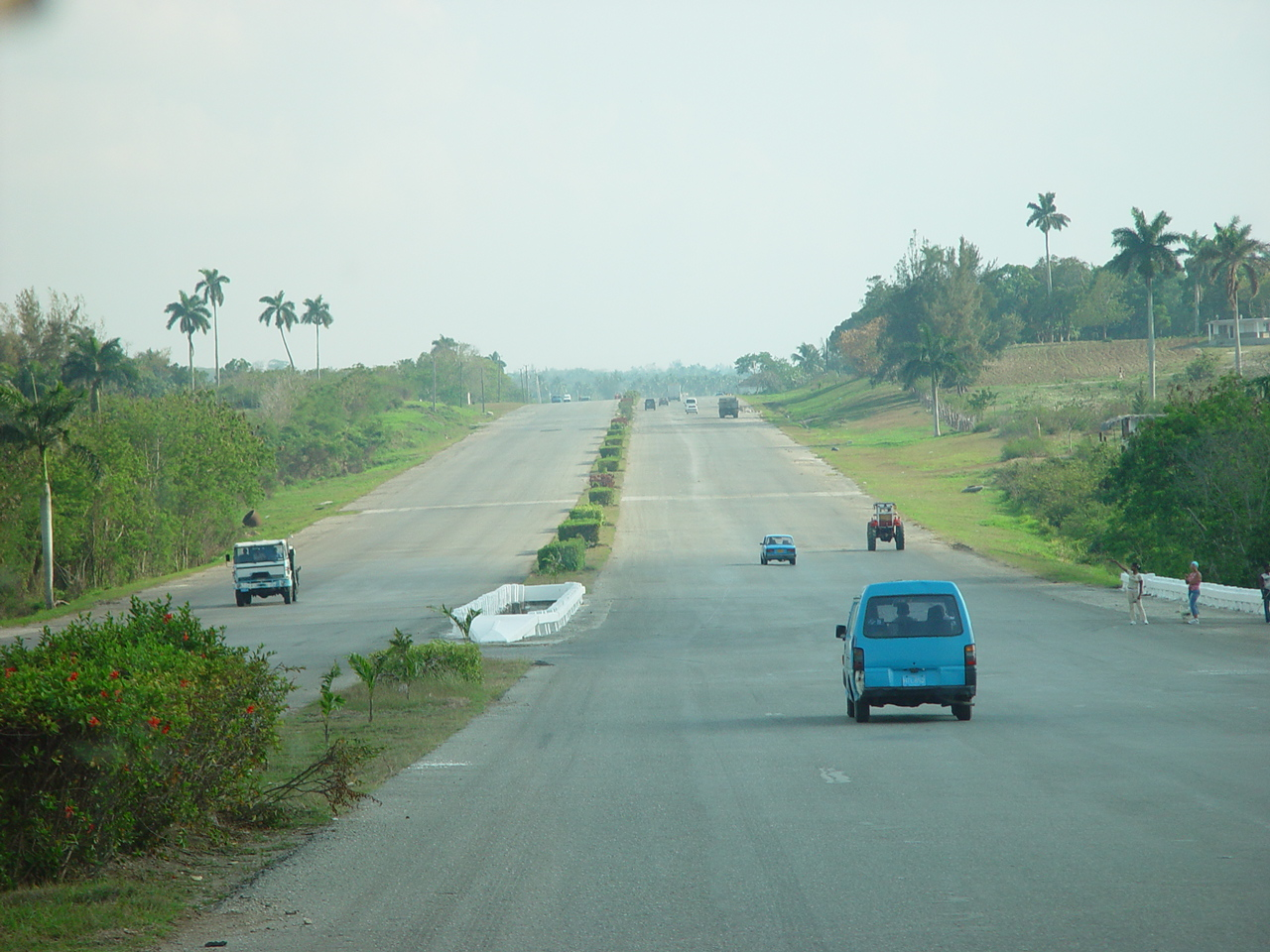
шоссе в провинции Матансас (15 марта 2003 года)

Автомобильный транспорт Кубы — один из видов транспорта в Республике Куба.

## История

### 1898—1958 годы
В 1920е годы количество автомашин постепенно увеличивалось, но начавшийся в 1929 году всемирный экономический кризис осложнил положение в стране и замедлил развитие автотранспорта. В первой половине 1930-х годов Куба представляла собой типичную тропическую полуколониальную страну, основой экономики которой являлось монокультурное сельское хозяйство.
Во время Второй мировой войны торговля со странами Европы оказалась осложнена из-за боевых действий в Атлантическом океане, но вооружённые силы Кубы по программе ленд-лиза получили из США 58 автомашин и 16 мотоциклов, поставленных в период с 28 октября 1941 года до сентября 1945 года. В результате, общее число автомобилей в стране увеличилось. Однако в это же время выросли цены на горючее и автопокрышки.
После окончания второй мировой войны началось сокращение вооружённых сил США до уровня мирного времени, снятая с вооружения армейская автомобильная техника продавалась по сниженным ценам (по программе EDA), при этом страны-союзники США могли приобрести её в кредит. В результате, Куба закупила некоторое количество автомашин (грузовики, джипы и др.) и запчастей к ним, и количество автотранспорта в стране увеличилось.
В начале 1950-х годов Куба по-прежнему оставалась зависимой от США отсталой страной с монокультурным сельским хозяйством и слаборазвитой промышленностью. В это время в стране насчитывалось 38 тыс. автомашин (из них 13,5 тыс. грузовиков), однако верховые лошади и гужевой транспорт по-прежнему сохраняли важное значение. В 1952 году здесь было 412 тыс. лошадей и 31 тыс. мулов.
После начала работы принадлежавшего американской компании "West India Fruit and Steamship Company" автомобильного парома S. S. "City of Havana" по маршруту Ки-Уэст - Гавана стало увеличиваться количество отдыхающих и туристов из США, прибывавших на остров с автомобилями.
В 1953 году в стране имелось 153 тыс. автомашин, однако основную часть автопарка составляли 112 тыс. легковых автомобилей (значительная часть которых принадлежала не кубинцам, а проживавшим на Кубе иностранцам и иностранным компаниям).
Машиностроение как отрасль промышленности до 1959 года в стране практически отсутствовало. По состоянию на 1958 год, было освоено изготовление автомобильных шин, однако сами автомашины и автозапчасти к ним импортировались (в основном из США).

### 1959—1991 годы

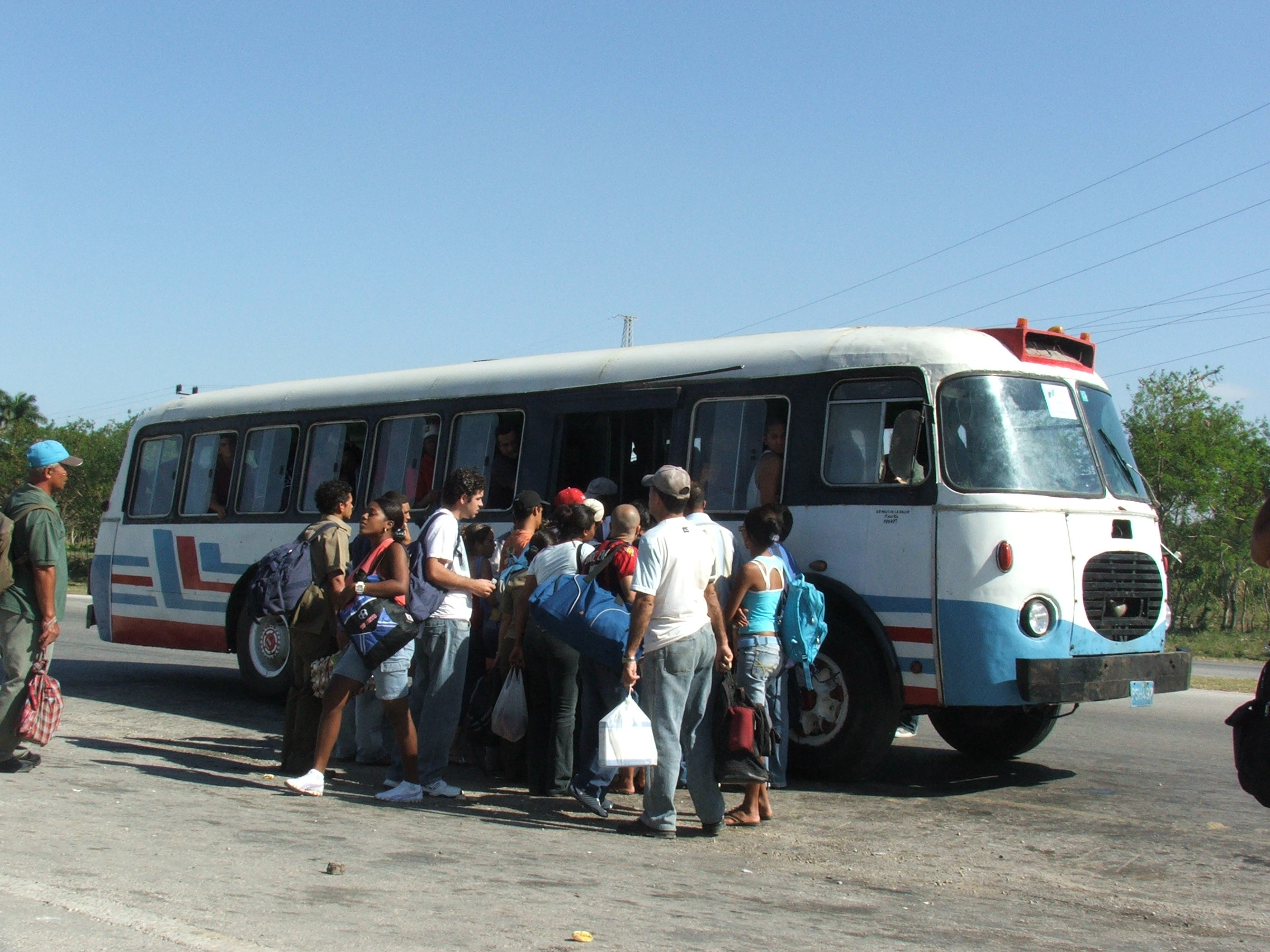
чехословацкий автобус "Škoda 706 RTO" на Кубе (27 февраля 2009)

После победы Кубинской революции в январе 1959 года оказалось, что деньги из пенсионного фонда профсоюза водителей грузовых автомобилей израсходованы - во время правления Ф. Батисты их вкладывали в строительство объектов недвижимости на территории США. В дальнейшем, США прекратили сотрудничество с правительством Ф. Кастро и стремились воспрепятствовать получению Кубой помощи из других источников. Власти США ввели санкции против Кубы. Продажа нефти и нефтепродуктов была прекращена, 3 сентября 1960 года США установили запрет на продажу Кубе грузовиков, джипов, запасных частей к ним, а также «других товаров, которые могут быть использованы в военных целях». 10 октября 1960 года правительство США установило полное эмбарго на поставки Кубе любых товаров (за исключением продуктов питания и медикаментов).
В этих условиях в 1960 году началось сближение Кубы с СССР и другими социалистическими государствами.
В целом, к началу подготовленной США операции по вторжению «бригады 2506» в апреле 1961 года количество автотранспорта в стране уменьшилось и его техническое состояние ухудшилось. В ходе боевых действий против сил вторжения имели место потери в автомобильной технике (в том числе, среди автотранспорта, мобилизованного в войска из гражданского сектора экономики).
До 1962 года запчасти к автомашинам американского производства получалось закупать в странах Латинской Америки. Во время Карибского кризиса в октябре 1962 года корабли военно-морского флота США установили военно-морскую блокаду Кубы в виде карантинной зоны в 500 морских миль вокруг берегов Кубы, блокада продолжалась до 20 ноября 1962 года. В дальнейшем, под давлением США санкции на торговлю с Кубой ввела Организация американских государств. В результате, дальнейшие закупки автозапчастей стали невозможны, но на Кубе было освоено производство деталей к имеющейся автомобильной технике, а также модернизация старых автомобилей (с установкой моторов и деталей от автомашин других марок). Также, в СССР были закуплены легковые ГАЗ-21 «Волга» и «Москвич-412».
Началось развитие авторемонтной промышленности. Были построены авторемонтный завод в Гаване, завод дизельных моторов в Сьенфуэгосе и велосипедный завод в Кайбарьене (провинция Лас-Вильяс). В Чехословакии была закуплена партия автобусов Škoda 706 RTO, а в Польше - 137 автобусов "Сан".
7 января 1964 года британская автостроительная компания «Leyland Motor Corporation» сообщила о намерении продать на Кубу 400 автобусов и запчасти к ним на общую сумму 4 млн фунтов стерлингов. Продажа автобусов производилась с разрешения правительства Великобритании, но вызвала резкое недовольство США. В октябре 1964 года судно торгового флота ГДР «Magdeburg», погрузившее на борт для доставки на Кубу 42 автобуса «Leyland-MCW Olympic» затонуло в русле реки Темза, все автобусы пришлось списать (в 1975 году стало известно, что это происшествие было организовано ЦРУ).
В середине 1960х годов на Кубе проходил испытания грузовик W50LA/A (армейский полноприводный вариант грузовика IFA W50).
8 ноября 1968 года была принята Венская конвенция о дорожном движении (к которой присоединилась Куба).
Однако несмотря на продажу и поставки автомобильной техники из СССР и стран Восточной Европы, в результате которых общее количество автомашин и тракторов на Кубе увеличилось, даже в 1970 году наибольшее значение для внутренних перевозок сохранял железнодорожный транспорт, на который приходилось 58,5 % всех грузоперевозок (в то время как на автотранспорт — около 31 %, на морской транспорт — 10 %, на авиационный транспорт — 0,5 %). Личные автомашины использовались в качестве частных такси (но они обеспечивали небольшую часть пассажирских перевозок).
В 1971 году при помощи со стороны французской компании «Berliet» в городе Гуанахай был создан автобусный завод «Empresa Productora de Ómnibus Evelio Prieto Guillama», в дальнейшем названный «Martires de Giron». 12 июля 1972 года Куба вступила в СЭВ. После этого, по программе производственной кооперации стран СЭВ на Кубе началось сборочное производство автобусов «Икарус» в тропическом исполнении.
Кроме того, Куба купила в Японии партию автобусов "Hino" и "Mitsubishi".

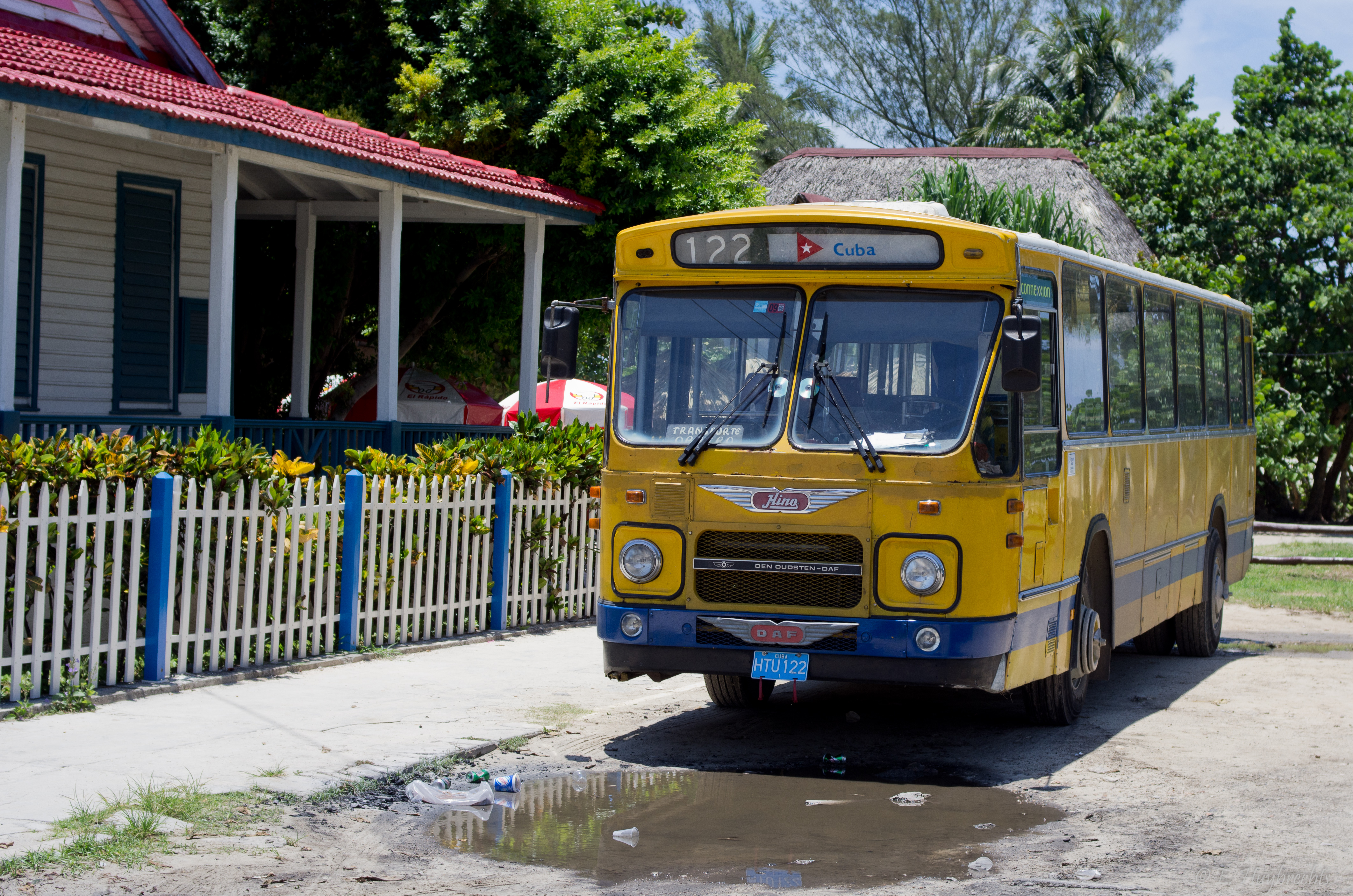
японский автобус "Hino" в Варадеро (17 июля 2011)

Начавшийся в октябре 1973 года топливно-энергетический кризис привёл к росту мировых цен на нефть и нефтепродукты. В условиях кризиса увеличилась заинтересованность правительств латиноамериканских стран к восстановлению торговли с Кубой - в 1973 году было подписано кубинско-аргентинское соглашение о экономическом сотрудничестве, после чего аргентинские фирмы (в том числе, аргентинские филиалы компаний из США) начали продавать на Кубу автомашины и автозапчасти. До конца 1974 года Аргентина продала на Кубу партию автомашин "Ford" и "Chevrolet", а также большое количество запчастей и деталей для ремонта автомобилей производства США, что вызвало недовольство властей США.
В 1979 году правительство Кубы провозгласило курс на бережное потребление ресурсов, и вместо бензиновых машин начали шире использовать дизельные. Ещё одной приоритетной задачей стало развитие общественного транспорта (городского и междугородного автобусного сообщения). В СССР начали закупать дизельные грузовики КАМАЗ, в Румынии закупили некоторое количество дизельных грузовиков ROMAN, в Италии - партию малолитражных "Fiat 600". В Польше до 1989 года купили не менее 10 тыс. малолитражных автомобилей Polski Fiat 126p.
В 1981 году была построена и введена в эксплуатацию первая производственная линия по сборке грузовиков, в 1985 году - комбинат по ремонту автобусных двигателей и узлов.

### После 1991 года

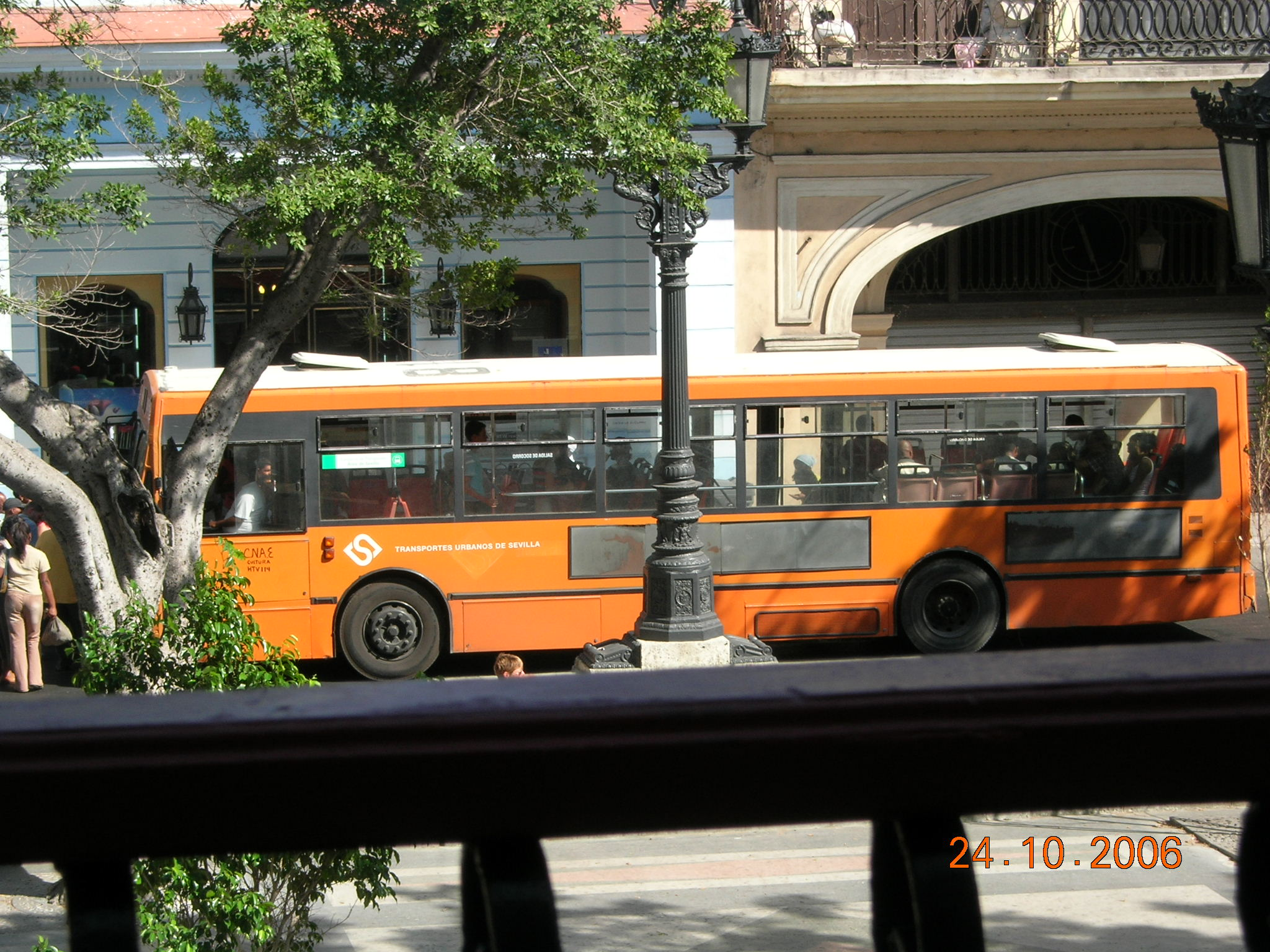
бывший испанский автобус TUSSAM из Севильи на Кубе (26 октября 2006)

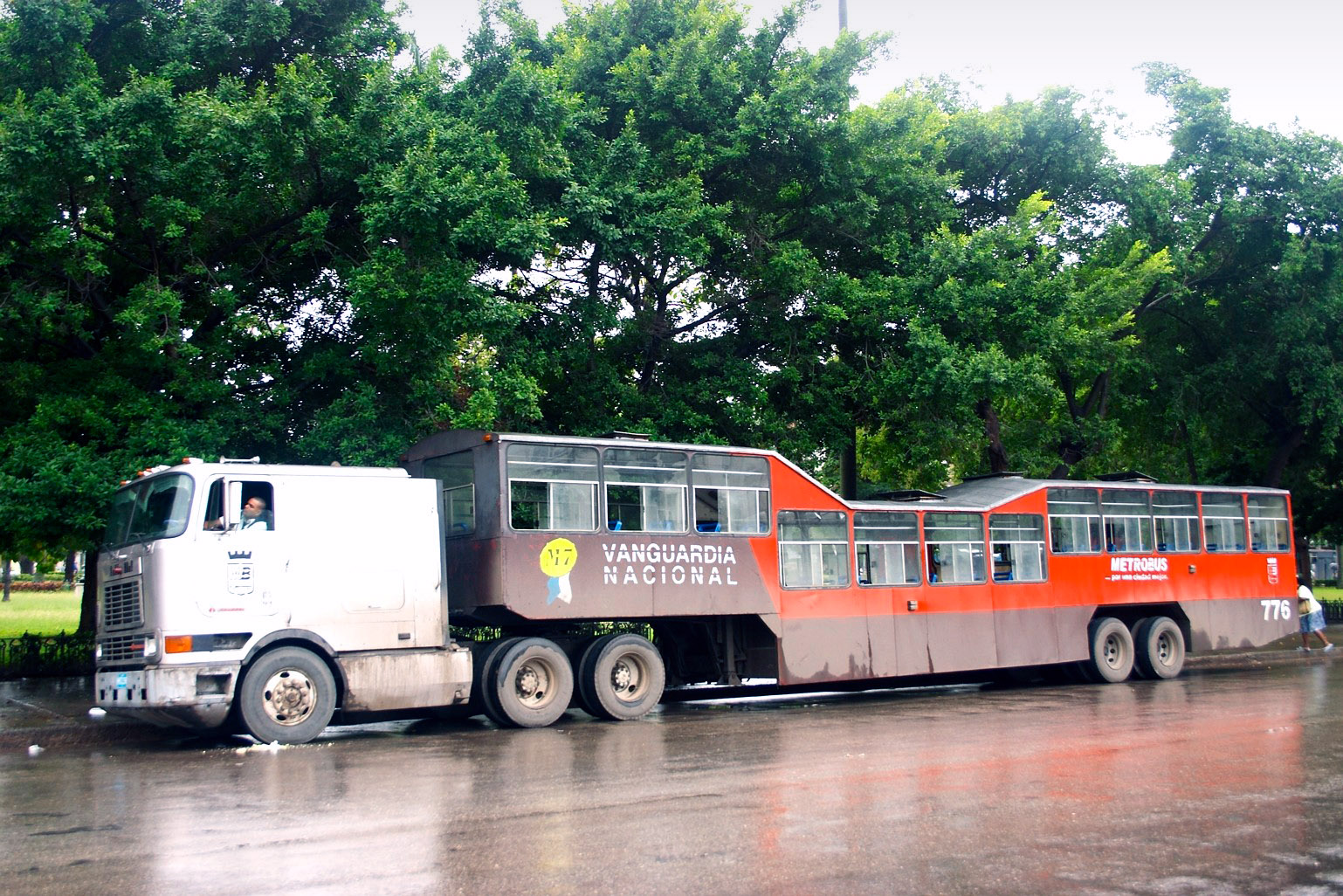
седельный тягач International Newport 9700, переоборудованный для перевозки пассажиров (Гавана, 16 декабря 2006)

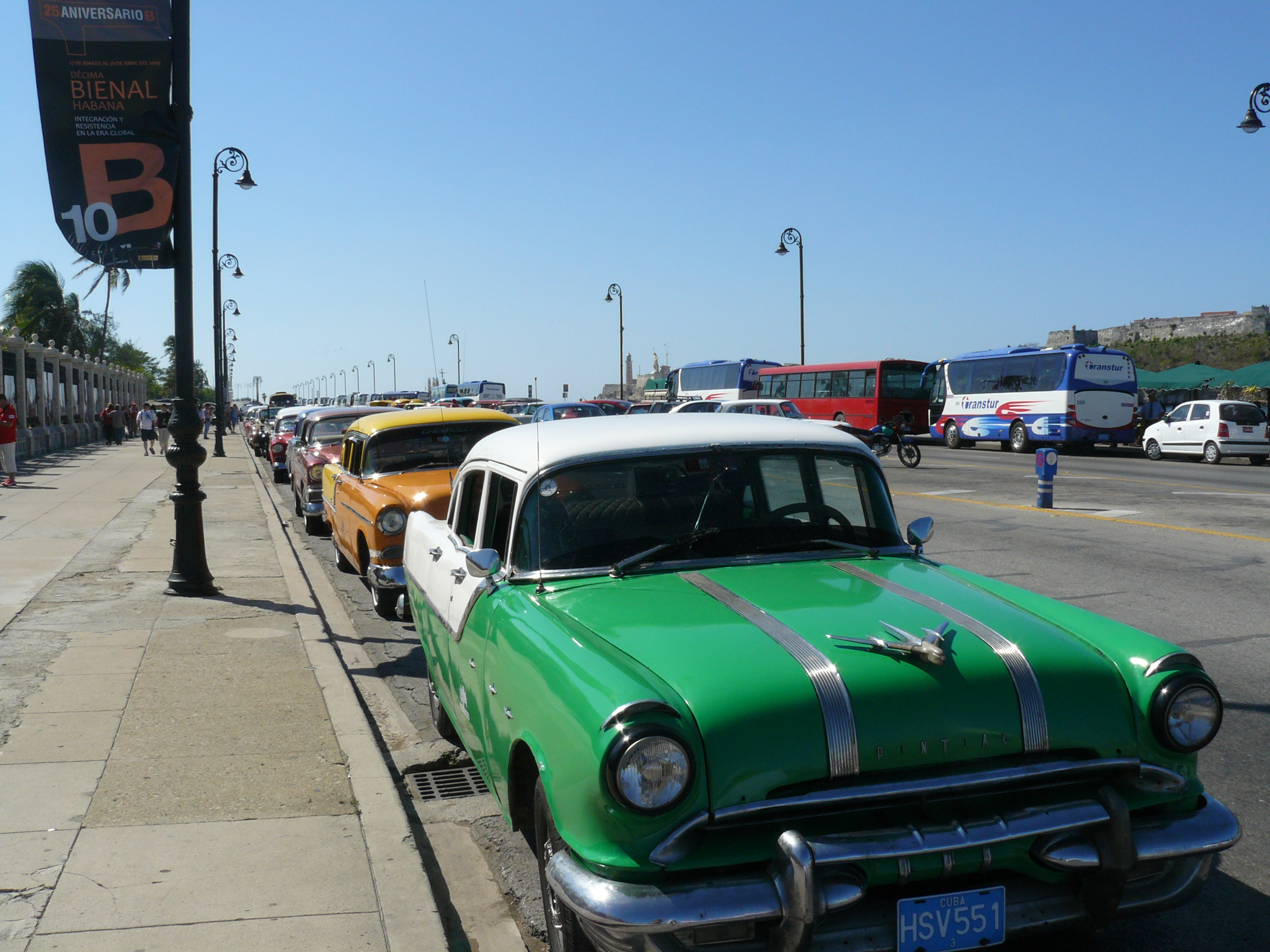
американский «Pontiac» на Кубе (январь 2007 года)

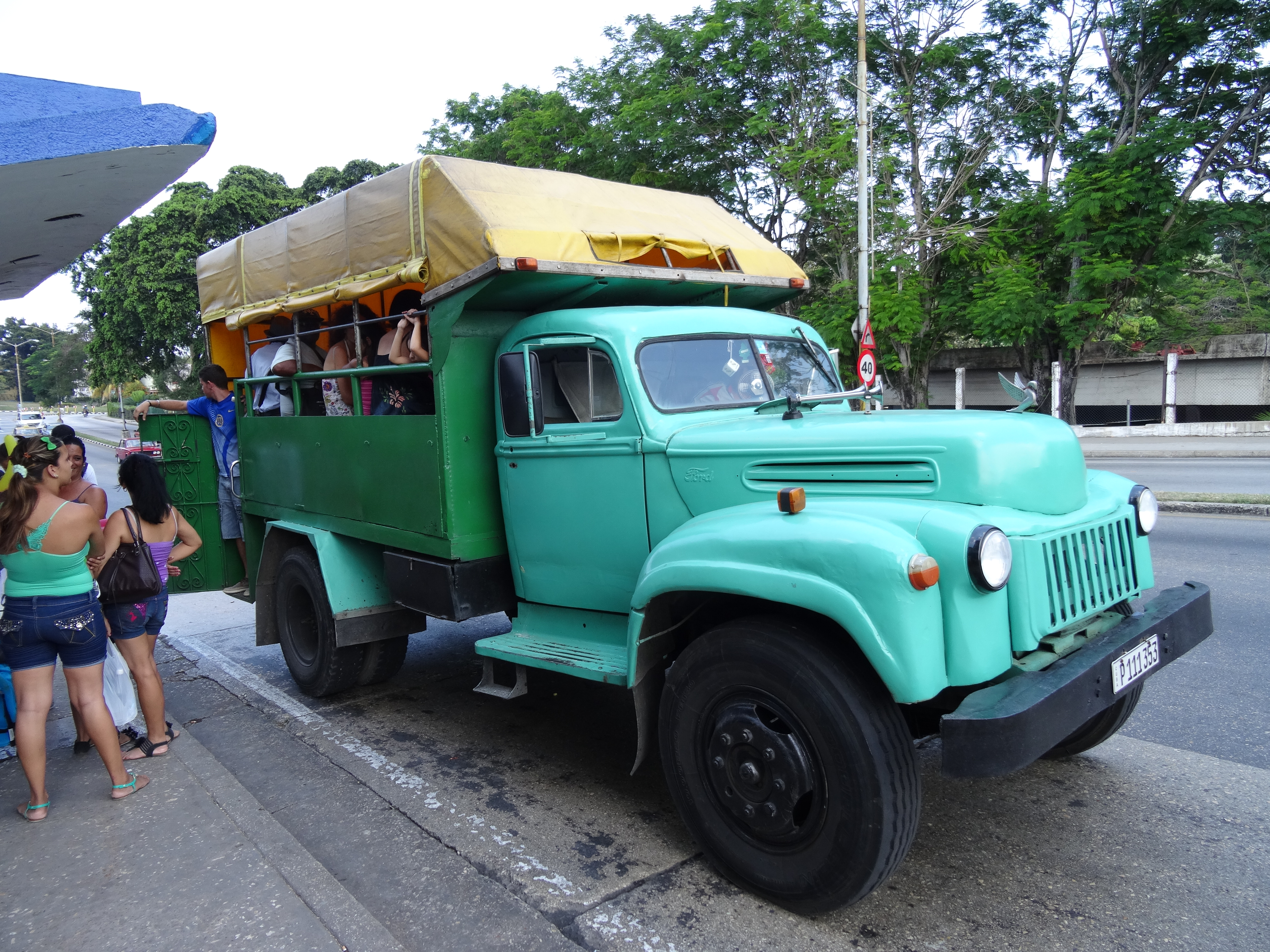
«дореволюционный» грузовик Ford, отремонтированный с использованием деталей советского ГАЗ-53 (22 марта 2014)

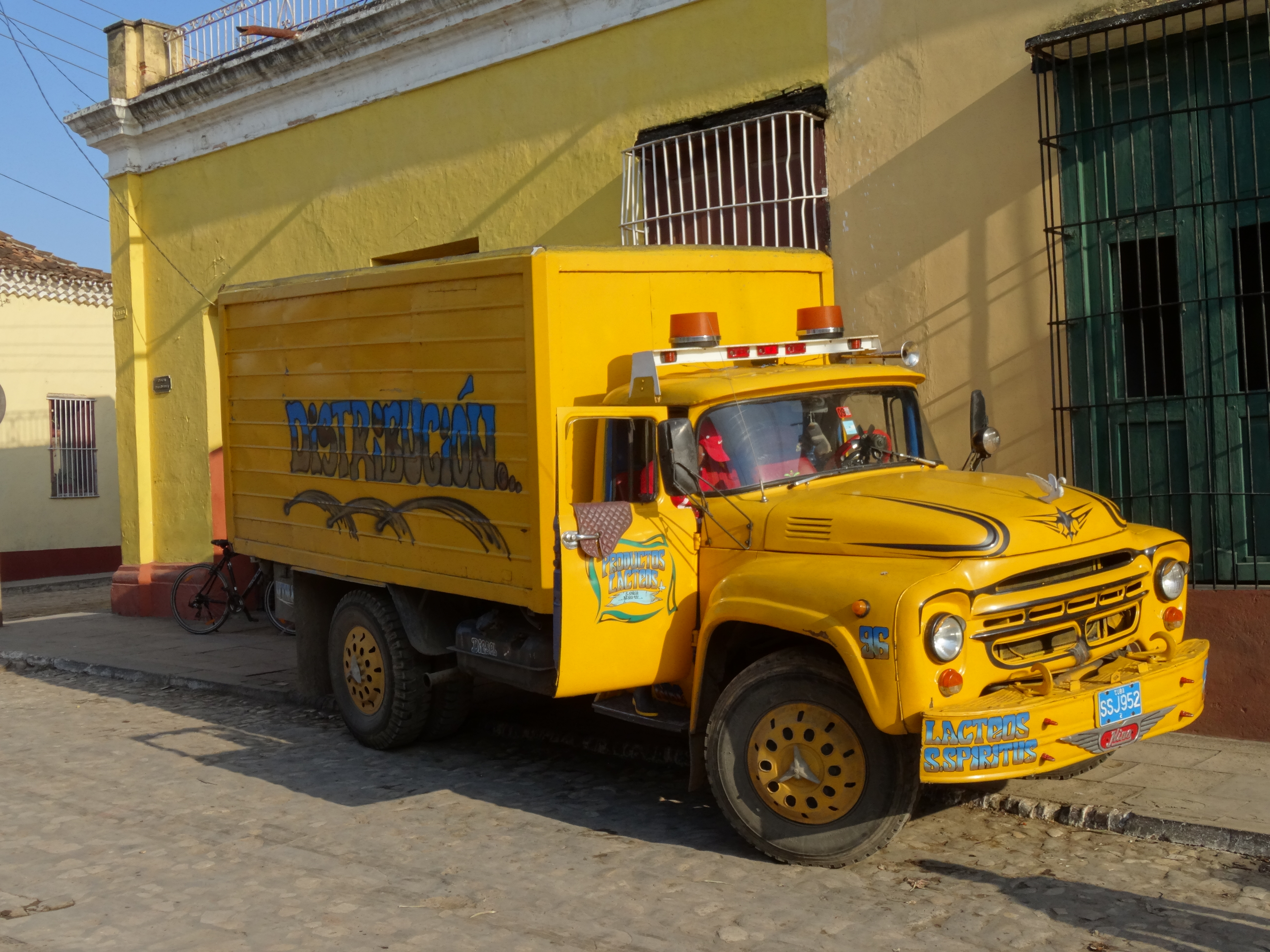
ЗИЛ-130 в городе Тринидад (29 марта 2014)

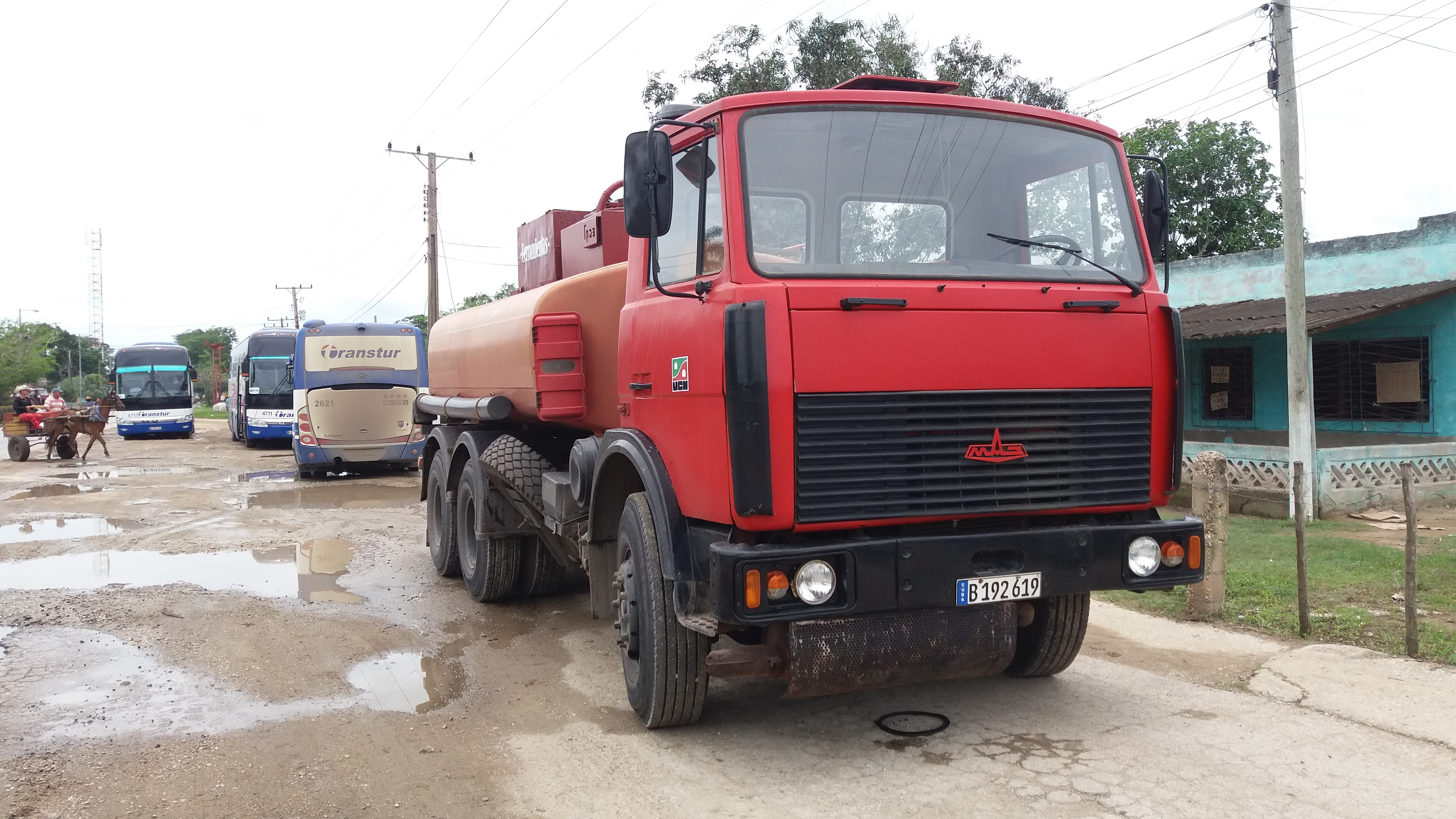
МАЗ-6303 на Кубе (21 мая 2018)

Распад СССР и последовавшее разрушение торгово-экономических и технических связей привело к ухудшению состояния экономики Кубы в период после 1991 года. Правительством Кубы был принят пакет антикризисных реформ, введён режим экономии. В это же время в гражданский сектор экономики передали часть автомашин вооружённых сил страны. Началось переоборудование грузовиков в импровизированные автобусы для перевозки пассажиров.
В октябре 1992 года США ужесточили экономическую блокаду Кубы и ввели новые санкции (Cuban Democracy Act).
В 1991—1994 годы экономическое положение было особенно тяжёлым, в стране производились отключения электричества, в связи с дефицитом топлива и запасных частей правительство было вынуждено вдвое сократить транспортный парк. Созданное советскими специалистами сборочное производство КАМАЗ было закрыто. В этот период происходит расширение использования гужевого транспорта, вьючных и верховых лошадей и верблюдов. Одновременно с сокращением автомобильного и машинно-тракторного парка начинается его старение.
В середине 1990-х годов положение в экономике страны стабилизировалось. В следующие годы для замены техники советского и восточноевропейского производства Куба начала закупать автомашины и сельскохозяйственную технику в КНР и странах Латинской Америки.
12 марта 1996 года конгресс США принял закон Хелмса-Бёртона, предусматривающий дополнительные санкции против иностранных компаний, торгующих с Кубой. Судам, перевозящим продукцию из Кубы или на Кубу, было запрещено заходить в порты США. В результате, импорт нефти и нефтепродуктов в страну осложнился (что является одним из факторов, ограничивающим количество автотранспорта).
В первой половине 2000х годов испанский город Севилья подарил Кубе партию городских автобусов. В августе 2003 года в России были закуплены 48 машинокомплектов внедорожников УАЗ-31512 (в версии с инжекторным двигателем ЗМЗ-409.10). В 2004 году в России были закуплены 50 автобусов ПАЗ-32053 для перевозки школьников.
В 2005 году у Могилёвского автозавода была куплена партия шахтных самосвалов МоАЗ-7529.
С 2005 года КНР начала поставки на Кубу автобусов "Юйлун", ставших основным типом автобусов (к концу апреля 2019 года в страну было поставлено свыше 8000 автобусов этой марки).
По состоянию на 2006 год автомобильный транспорт обеспечивал 74,5 % перевозок грузов и 97 % пассажироперевозок.
В 2006 году из КНР на Кубу были поставлены первые легковые автомобили Geely. В 2007 - 2008 гг. из России была получена партия автобусов ЛиАЗ-6212.
С декабря 2007 до 12 мая 2008 года Куба закупила на Украине около 70 грузовиков КрАЗ новых моделей для опытной эксплуатации. После завершения испытаний, в октябре 2008 года министерство строительства Кубы предложило ХК «АвтоКрАЗ» создать совместное предприятие по ремонту и модернизации грузовиков КрАЗ (в это время на Кубе имелось несколько тысяч грузовиков КрАЗ, в основном изношенных и требующих ремонта самосвалов КрАЗ-256Б). На базе авторемонтной мастерской в городе Сьенфуэгос было открыто совместное украино-кубинское предприятие «КрАЗ-SOMEC», мощность которого позволяла производить модернизацию до 200 грузовиков КрАЗ в год. Первый модернизированный КрАЗ-256БМ1 был собран 31 января 2009 года. Всего в период с 2009 года до 30 августа 2014 года предприятием было модернизировано более 300 грузовиков КрАЗ.
27 февраля 2008 года в Белоруссии были заказаны 100 автобусов МАЗ и партия запчастей к ним (начавшийся в 2008 году экономический кризис замедлил выполнение контракта, но к началу 2012 года все 100 автобусов были поставлены на Кубу).
В январе 2009 года было подписано предварительное соглашение между ОАО КАМАЗ и кубинской компанией «Tradex» (структурное подразделение министерства транспорта Кубы, которое занимается внешнеторговыми операциями) о создании совместного предприятия по продаже на Кубу грузовиков КамАЗ, запчастей к ним и техническому обслуживанию автомашин этой модели (в это время на Кубе насчитывалось около 14 тыс. грузовиков КамАЗ, в основном — поставленных в советское время, после 1991 года Куба закупала в РФ автозапчасти к ним, но новых грузовиков КамАЗ почти не покупала).
В третьем квартале 2009 года на Кубу была продана партия автомашин "Газель" (бортовые ГАЗ-3302 и микроавтобусы ГАЗ-32213), а также автозапчасти к ним.
В 2009 году в стране было зарегистрировано около 100 тыс. легковых автомобилей, из которых 60 тыс. — старые американские машины, находившиеся на острове до революции.
В сентябре 2011 года правительство отменило (с 1 октября 2011) ранее действовавшие ограничения на покупку, продажу и дарение автомашин. С 2013 года начался импорт электроскутеров и электросамокатов.
В марте 2013 года был подписан контракт с АМО ЗИЛ на модернизацию 90 грузовиков ЗИЛ-130 и ЗИЛ-131 (с установкой на них кабины от ЗИЛ-433360).
Также, в 2013 году в КНР были куплены 3,2 тыс. автомобилей Geely, после чего их общее количество на острове увеличилось до 10 тысяч. В результате, к концу 2013 года 80% автомашин в пунктах автопроката составляли новые Geely CK, Geely EC7 и Geely EC8.
В июне 2014 года в столичный таксопарк "Кубатакси" передали 24 легковых автомобиля советского производства из правительственного автопарка (в том числе, автомашины "Чайка" и ЗИЛ-111В, принадлежавшие Ф. Кастро).
С 2015 года проводится ремоторизация грузовиков КамАЗ с заменой двигателя на дизель Д-260.5С Минского моторного завода.
Китайская компания "Tianjin Dongxing Industrial and Commercial Group" открыла на Кубе сборочное производство электромотоциклов (первый демонстрационный образец трёхколёсного грузового электромотоцикла "Minerva" завода AVB был представлен на выставке "ExpoCuba" в апреле 2016 года, к 24 июня 2018 года было выпущено 500 таких трициклов).
После подписания в апреле 2016 года дополнительного соглашения о продаже на Кубу 2400 единиц техники КАМАЗ (около 1700 грузовиков традиционного модельного ряда, а также прицепов и запчастей к ним) начались поставки на Кубу новых грузовиков КамАЗ. Первые 163 грузовика прибыли на Кубу в начале декабря 2016 года. 26 ноября 2019 года в 45 км от Гаваны был открыт "Autocentro ZED S.A." - фирменный автоцентр ОАО «КАМАЗ» на Кубе. К этому времени на Кубе осталось около 8500 грузовиков КамАЗ. Всего с 2016 до конца 2020 года Куба закупила 2524 единицы техники производства КАМАЗ (включая автоприцепы), 400 из которых составляли тягачи КамАЗ-6460.
После восстановления дипломатических отношений между США и Кубой, в начале декабря 2016 года на Кубу был ввезён и зарегистрирован первый за последние 58 лет автомобиль из США (легковой «Infiniti Q60», владельцем которого являлся дизайнер компании «Infiniti» Alfonso Albaisa – гражданин США из семьи кубинских эмигрантов).
В январе 2018 года из России на Кубу прибыли 344 легковых автомашин LADA (320 шт. LADA Vesta и 24 шт. LADA Largus Cross), закупленных государственной таксомоторной компанией «Taxis Cuba» для обновления таксопарка. Поскольку количество «дореволюционных» автомашин на Кубе продолжало сокращаться (в это время в стране насчитывалось свыше 70 тыс. ретроавтомобилей, ввезённых до эмбарго 1960 года), рассматривалась возможность закупки дополнительного количества легковых машин и запчастей к ним.
Также, в начале 2018 года были заказаны и в июне 2018 года - поставлены два карьерных самосвала ТОНАР-45251 грузоподъёмностью 45 тонн.
В октябре 2018 года на кубинских заводах были открыты участки по сборке автомашин ГАЗ и «Урал». В январе 2019 года Россия поставила Кубе ещё 450 микроавтобусов "Газель".
Весной 2019 года Институт транспорта Кубы провёл испытания новых моделей УАЗ (лёгкого грузовика УАЗ Профи, внедорожников УАЗ Патриот и УАЗ Пикап). После этого, весной 2020 года Куба закупила 50 внедорожников УАЗ "Патриот" (которые планируется использовать в туристической отрасли).
В январе 2019 года Япония подарила Кубе 24 грузовика-мусоровоза "Hino", а 15 ноября 2019 года Австрия подарила Кубе десять грузовиков-мусоровозов MAN (которые передали коммунальным службам Гаваны), также для столичных коммунальных служб были закуплены грузовики и подметальные машины из КНР.
Начавшаяся в 2020 году эпидемия коронавируса COVID-19 (в марте 2020 года распространившаяся на Кубу) замедлила программу модернизации автотракторного парка страны, но в августе 2021 года Минский моторный завод возобновил поставки на Кубу дизельных двигателей Д-242, Д-245.9Е2 и Д-245.12S для ремоторизации тракторов ЮМЗ и грузовиков ЗИЛ. Также, в 2019-2020 гг. Минский моторный завод разработал проект ремоторизации УАЗ-469 (с установкой 4-цилиндрового дизельного двигателя ММЗ-4DTI). Первый демонстрационный образец был представлен в октябре 2020 года, в этом же году первые 100 двигателей ММЗ-4DTI были закуплены кубинским предприятием "Transimport" для ремоторизации кубинских УАЗ-469.
После 24 февраля 2022 года США и страны Евросоюза ввели новые санкции против России, это осложнило поставки из России на Кубу запчастей к автомашинам советского и российского производства. После сокращения складских запасов запчастей, в начале апреля 2022 года в стране возник дефицит деталей к автомобилям "Лада".
В мае 2022 года Бельгия подарила Кубе тридцать городских автобусов с дизельными двигателями, ранее использовавшихся в Брюсселе (20 бельгийских "Van Hool A330 D1" и 10 немецких "Mercedes Citaro"), которые прибыли на Кубу в июне 2022 года и переданы в автобусный парк Гаваны.
В марте 2023 года партия автомобильной техники, проданная Минским автомобильным заводом через фирму-посредника иностранным покупателям (17 автоцистерн-молоковозов МАЗ для Кубы и 17 пожарных машин "Red Lion" для Зимбабве), следовавшая транзитом через территорию Литвы для дальнейшей отправки заказчикам морским транспортом была задержана в порту Клайпеды литовскими властями в связи с введением в это время новых санкций против Белоруссии (фирма-посредник была внесена в список компаний, в отношении которых действуют санкции). 22 сентября 2024 года генеральный прокурор Литвы Нида Грунскене официально признала, что техника конфискована, а также сообщила, что проводится досудебное расследование, но окончательное решение ещё не принято. Власти Зимбабве заявили официальный протест. 31 марта 2025 года было объявлено, что эта автомобильная техника (в том числе, предназначенные для Кубы 17 автоцистерн-молоковозов МАЗ) передана таможенному департаменту Литвы и 1 апреля 2025 года будет продана с аукциона.
5 апреля 2025 в муниципалитете Регла на окраине Гаваны начало работу сборочное производство автомашин УАЗ, организованное российской компанией ООО «Эхо-Экспорт» (дистрибьютером Ульяновского автозавода) и кубинским авторемонтным предприятием EISA, на котором методом крупноузловой сборки из машинокомплектов российского производства начато изготовление внедорожников "УАЗ Патриот" и "УАЗ Пикап", адаптированных к тропическому климату и другим местным условиям.

## Современное состояние
Кубинский опыт продления срока эксплуатации, ремонта и модернизации автомобильной техники в условиях дефицита запасных частей востребован в других странах мира – в частности, в странах Африки (так, в 2014 году было подписано соглашение о военно-техническом сотрудничестве Кубы и ЮАР, в соответствии с которым на Кубе началась подготовка технических специалистов и автомехаников для вооружённых сил ЮАР).